# Ruines d'Ama
Les ruines d'Ama (安満遺跡) sont un site archéologique de la période Yayoi situé à Takatsuki, dans la préfecture d'Osaka, au Japon. Elles sont classées comme Bien culturel important (site historique national).

## Historique
Le site a été découvert en 1928, lors de la construction de fermes pour la faculté d'Agriculture de l'université de Kyoto. Il a été étendu en 1966 lors de la création de logements. Lors des fouilles de 1928, une grande quantité d'outils en pierre et de poteries de la période Yayoi ont été mis au jour, et il a été noté pour la première fois que la culture Yayoi s’étendait du nord de Kyūshū au Kansai. Plus de cinquante campagnes de fouilles ont été menées depuis 1966. En 2019, la zone est devenue un parc archéologique ouvert au public.

## Description
Le site s'étend sur 1 500 m d'est en ouest et 600 m du nord au sud. Il comporte des habitations, des structures agricoles et des tombes. On a relevé qu'il a été plusieurs fois victime d'inondations et aménagé en conséquence.